# Gilles (Eure-et-Loir)
Gilles település Franciaországban, Eure-et-Loir megyében. Lakosainak száma 503 fő (2022. január 1.). Gilles Longnes, Mondreville, Neauphlette, Le Mesnil-Simon és La Chaussée-d’Ivry községekkel határos.

## Népesség
A település népességének változása:
| Lakosok száma | 256  | 319  | 445  | 569  | 545  | 535  | 522  | 501  | 491  | 503  |
|               | 1968 | 1982 | 1990 | 2006 | 2013 | 2015 | 2017 | 2019 | 2020 | 2022 |